# Witbuikdwergsalangaan
De witbuikdwergsalangaan of glanssalangaan (Collocalia esculenta) is een gierzwaluw.

## Kenmerken
De witbuikdwergsalangaan is een kleine gierzwaluw; meestal de kleinste binnen het gebied. De mannetjes en vrouwtjes lijken sterk op elkaar. De bovenzijde is zwart met een blauwgroene gloed. De kin en de keel zijn grijs gekleurd en de rest van de onderzijde is vuilwit. De staart is niet gevorkt. Het verenkleed bij beide geslachten is gelijk.
Deze soort wordt inclusief staart 9 centimeter, het gewicht 7 tot 11 gram en de spanwijdte 10,8 cm.

## Voortplanting
Het nest wordt samengesteld uit plantenvezels en bladeren, terwijl andere salanganen hiervoor speeksel gebruiken.

## Verspreiding en leefgebied
Deze standvogel komt voor in de een groot gebied dat zich uitstrekt van Indonesië tot aan de Salomonseilanden. In 2017 werd de westelijke dwergsalangaan (en alle ondersoorten daarvan) afgesplitst, sindsdien telt deze soort nog zeventien ondersoorten:
- C. e. minuta: Tanahjampea en Kalao.
- C. e. esculenta: van centraal en zuidelijk Celebes via de Banggai-eilanden en de Soela-groep tot de centrale en zuidelijke Molukken.
- C. e. manadensis: van noordelijk Celebes tot Sangihe-eilanden en de Talaudeilanden.
- C. e. spilura: noordelijke Molukken.
- C. e. amethystina: Waigeo.
- C. e. numforensis: Numfor.
- C. e. nitens: Nieuw-Guinese laaglanden en westelijk Papoea-Nieuw-Guinea.
- C. e. misimae: Louisiaden.
- C. e. tametamele: Nieuw-Brittannië en Witu, Bougainville.
- C. e. stresemanni: Admiraliteitseilanden.
- C. e. heinrothi: middelste deel van de Bismarckarchipel (onder andere Nieuw Ierland).
- C. e. spilogaster: Tabar en Lihir.
- C. e. hypogrammica: Green Island.
- C. e. lagonoleucos: noordwestelijk deel van de Salomonseilanden
- C. e. becki: middelste en noordoostelijk gelegen Salomonseilanden.
- C. e. makirensis: Makira.
- C. e. desiderata: Rennell.

## Leefgebied
De witbuikdwergsalangaan is te vinden in het laagland en middengebergte tot op een hoogte van 1500 m boven de zeespiegel. Ze worden vaak aangetroffen in kleine groepen of solitair, laagvliegend over bossen en open stukken in bossen vaak in de buurt van stromend water maar ook boven bewoond gebied. Ze nestelen in grotten en overhangende rotsen, maar ook in gebouwen waar ze als hinderlijk worden ervaren.